# Chlorita pura
Chlorita pura är en insektsart som först beskrevs av Carl Stål 1858.  Chlorita pura ingår i släktet Chlorita och familjen dvärgstritar. Inga underarter finns listade i Catalogue of Life.